# 서울도곡중학교
서울도곡중학교는 서울특별시 강남구에 있는 공립 중학교이다.

## 학교 연혁
- 1990년 11월 21일: 도곡중학교 설립인가(12학급)
- 1991년 3월 4일: 제 1회 입학식(남 6학급, 여 6학급)
- 2014년 3월 1일: 지유학기제 연계한 중1 진로탐색 집중이수제 연구학교 운영
- 2014년 3월 3일: 제 24회 입학식

## 참고 자료
- 서울도곡중학교 - 한국교육학술정보원 학교알리미